# Jörg Lanz von Liebenfels

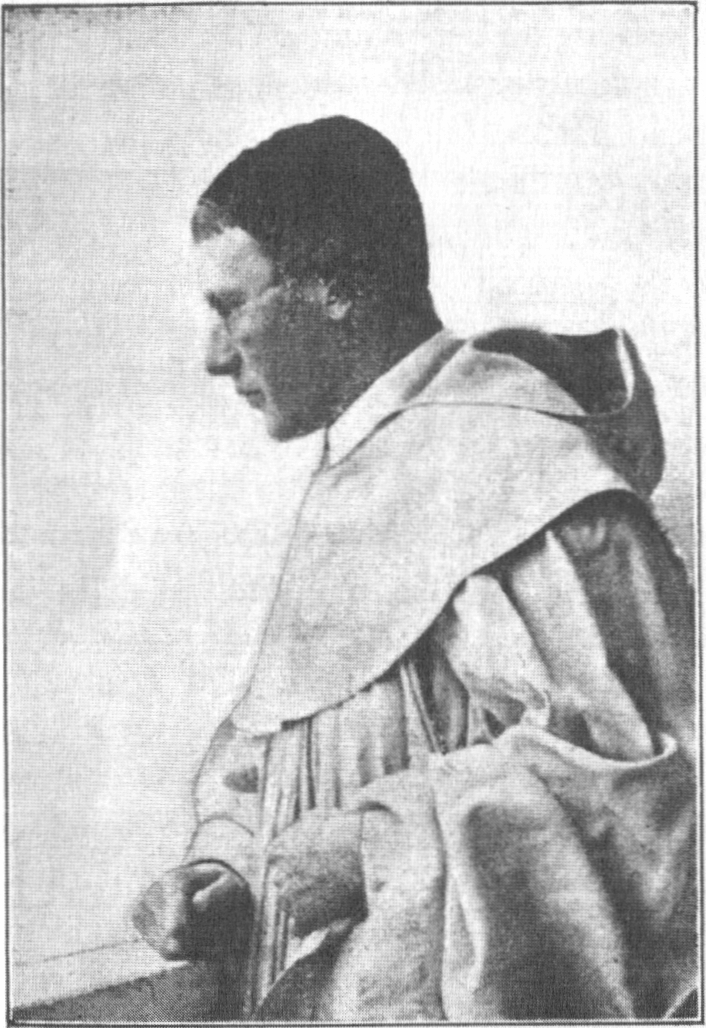
Jörg Lanz von Liebenfels in cisterciënzer pij

Jörg Lanz von Liebenfels, oorspronkelijke naam Adolf Joseph Lanz (Wenen, 19 juli 1874 — aldaar, 22 april 1954) was een Oostenrijkse,  racistische denker. Hij oefende een duidelijke invloed uit op het nazisme.

## Levensloop

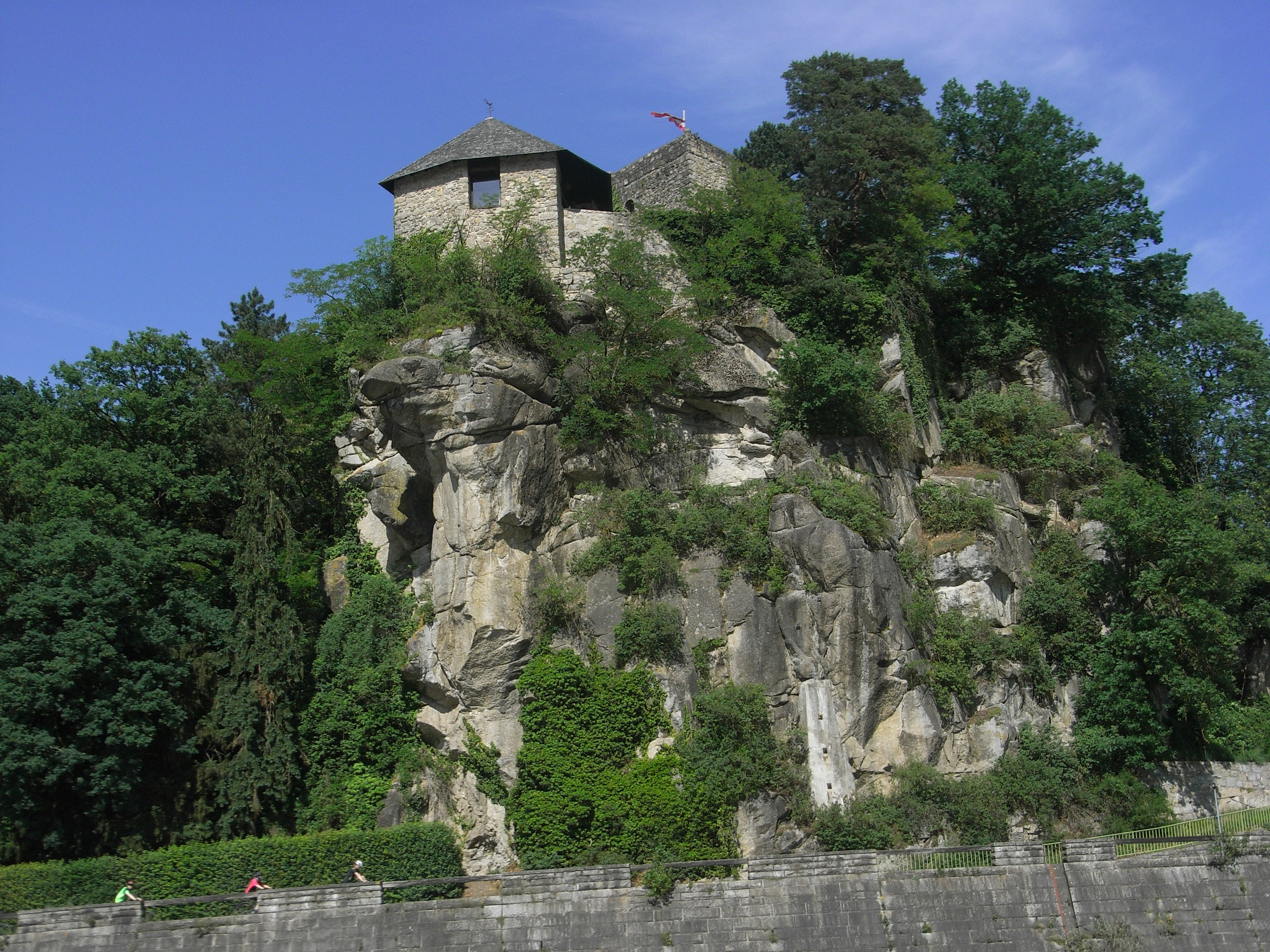
Slot Werfenstein, Oostenrijk, 2018

Vlag van de 'Orde der Nieuwe Tempelieren'

Van 1893 tot 1899 was hij monnik in een cisterciënzer klooster bij Wenen. Hij was reeds sinds 1894 een racist, naar aanleiding van de ontdekking van een grafsteen in de kruisgang van seminarie Heiligencreuz (waar Lanz als jonge monnik verbleef) met daarop de afbeelding van een middeleeuwse ridder die een dierlijk wezen vertrapte. Voor Lanz het symbool van de strijd tussen het 'hogere' (Arische) ras en de 'lagere' rassen. 
In 1899 trad hij uit het klooster en kocht met financiële steun van volgelingen slot Werfenstein, een vervallen burcht aan de Donau dat het organisatorische middelpunt was van zijn door hem in december 1900 opgerichte 'esoterische' 'Orde der Nieuwe Tempelieren' (ONT of Ordo Novi Templi). Er wordt geschat dat de Orde ongeveer 300 leden had, waaronder de dichter Fritz von Herzmanovsky-Orlando. De Orde gebruikte als eerste de swastika in een 'Arische' betekenis, een rode, rechtsdraaiende swastika op een geeloranje veld omgeven door vier blauwe 'fleur-de-lis'. De ONT ging al vanaf het midden van de jaren 1930 achteruit, ook al was het met veel ideeën gekomen die de nazi's later overnamen en werd in 1942 door de Gestapo onderdrukt. Toen had het al zeven gemeenschappen gevormd in Oostenrijk, Duitsland en Hongarije. In Hongarije overleefde de ONT tot het einde van de Tweede Wereldoorlog. Na 1945 ging het in Wenen ondergronds. Een voormalig Waffen-SS luitenant, Rudolf Mund, werd in 1979 Prior van de Orde. Mund schreef een biografie over Lanz.
Lanz noemde zijn leer ariosofie en omhelsde een 'Ario-christendom'. Hij presenteerde zijn ariosofische leer daarbij als een vorm van 'wetenschap', een leer waarin hij allerlei (pseudo)wetenschappelijke thema's op het vlak van de antropologie, archeologie, paleontologie, eugenetica, het darwinisme, moderne Bijbelkritiek en de theosofie op eclectische wijze met elkaar verbond. Er werd een Ariosophische Sociëteit opgericht in 1926, die in 1928 werd hernoemd in Neue Kalandsgesellschaft en in 1931 in Ariosophische Kulturzentrale.
In 1905 verscheen van Lanz Theozoölogie oder die Kunde von den Sodoms-Äfflingen und dem Götter-Elektron, een traktaat waarin hij de beginselen van zijn ariosofische rassenleer nader uiteenzette. Een voortzetting van zijn Theozoölogie was het 15-delige Bibliomystikon, verschenen in de jaren dertig (met een omvang van zo'n 2500 bladzijden), waarin hij het Oude en Nieuwe Testament aan een 'ariosofische' herinterpretatie onderwierp.
Lanz was voor verplichte sterilisatie van zieke mensen en 'lagere rassen', voor dwangarbeid, voor 'gecastreerde chandala's' (laagste hindoekaste) en hij prees het 'Arische ras' als 'Gottmenschen' (godenmensen). Lanz probeerde zijn esoterische, raciale ideologie te rechtvaardigen met een Bijbelse basis.; volgens hem zou Eva zich hebben ingelaten met een demon en zo het leven hebben geschonken aan de 'lagere rassen'. Daardoor zouden blonde vrouwen vooral door 'donkere mannen' worden aangetrokken, wat enkel een halt kon worden toegeroepen door 'rassenscheiding', zodat de 'Arisch-christelijke meestermensen' opnieuw 'konden regeren over de donkerhuidige diermensen' en uiteindelijk goddelijkheid verkrijgen. Een kopie van het boek werd naar de Zweedse dichter August Strindberg gestuurd, van wie Lanz een enthousiaste reactie kreeg. Hij noemde Lanz een profeet. Arische mensen zouden van interstellaire goden ('Theozoa') afstammen, die zich middels elektriciteit verbreidden, terwijl de 'lagere' rassen het resultaat waren van kruisingen tussen mensen en 'aapmensen' ('Anthropozoa'). Door raciale vereniging zouden paranormale krachten, overgeërfd van de goden, geatrofieerd zijn, maar deze krachten konden worden hersteld door selectieve gemeenschap van zuiver Arische (bloed)lijnen. Witte vrouwen zouden door etnisch inferieuren worden misbruikt en daarom was Lanz voorstander van massale castratie van raciale 'aapachtige' of anderszins 'inferieure' mannen. 
Het idee van goden en apen is een opzettelijk verminkte kopie van de theosofie van Helena Blavatsky, die in 1888 De Geheime Leer had geschreven, waarin ze spreekt van maanvoorouders (barhishadpitri's) en agnishwattapitri's ('vuurvoorouders'). Persoonlijk (fysiek, emotioneel, verstandelijk) zou de mensheid stammen van maanvoorouders en zielsmatig en geestelijk van de vuurvoorouders. Tijdens de Lemurische periode ('derde wortelras') paarden 'enghoofdige' menselijke mannen met dieren en in de Atlantische periode ('vierde wortelras') paarden menselijke mannen met dit dierlijke nageslacht (de zonde werd herhaald, maar nu bewust), waaruit de mensapen zouden zijn voortgekomen. Adam en Eva zouden staan voor de scheiding van het oorspronkelijk hermafrodiete Lemurische ras in mannen en vrouwen. Bevrijding zou, net als in het boeddhisme en oorspronkelijke christendom, voor iedereen te bereiken zijn door een geestelijke weg te gaan. Ariërs zijn volgens de theosofie het 'vijfde wortelras' (Indo-Europeanen) uit Centraal-Azië, voortgekomen uit het Atlantische reuzenras (waaronder kleiner geworden en gedegradeerde Neanderthalers en Cro Magnon-mensen). De mensheid zou tegenwoordig bestaan uit 'Ariërs' en nazaten van Atlantiërs en Lemuriërs. Volgens de theosofische rassenleer zijn niet alleen de Germaanse, maar ook onder meer de Scandinavische, Perzische, Slavische en Indiase volken 'Arisch' ('edel'). Er is in de theosofie (goddelijke wijsheid), in tegenstelling tot Lanz' ariosofie, geen sprake van racisme, maar een geschiedenis en alternatieve versie voor de materialistische evolutieleer en het kerkelijke christendom. Het bestaan van de ziel in de mens wordt in de theosofie erkend en krijgt een plaats in het evolutieverhaal, want de geestelijke ziel ('manasaputra') zou vanaf het Lemurische ras in de stoffelijke mens zijn 'geïncarneerd' en wel 18 miljoen jaar geleden. In de theososofie worden geen superieure of inferieure rassen genoemd, maar 'hoger manas' (hoger denken) en 'lager manas' (kama manas, begeerte- of dierlijk denken), twee 'beginselen' in ieder mens.
In zijn tussen 1905 en 1917 verschenen antisemitische tijdschrift Ostara verkondigde Lanz de strijd tussen het lichte (blond en blauwogige) Arische ras en de donkere rassen (de Slavische en Latijnse volkeren in de Donaumonarchie en verder de joden, Afrikanen en Aziaten). Ostara was genoemd naar een heidense Germaanse godin van de lente. Voor Lanz waren de Dunkelrassen een soort 'diermensen' die, belust op Arische vrouwen, het 'Ariërdom' door rasvermenging wilden corrumperen en overheersen, daarbij geleid door een gecorrumpeerde katholieke kerk, die volgens Lanz aan het eind van de middeleeuwen onder invloed van de Dunkelrassen was geraakt. Als leerling van Guido von List breidde hij zijn ideeën verder uit; andere invloeden zijn onder meer van Otto Weininger, waar hij een fervent aanhanger van was.
Lanz zag zich met zijn ONT als een reformator, die het door de joden en Dunkelrassen vervalste christendom terzijde zou schuiven om vervolgens het oorspronkelijke Arische christendom (waarin volgens Lanz de raszuiverheid werd gepredikt) in oude luister en glorie te herstellen. Er is reden om aan te nemen dat de jonge Adolf Hitler in zijn Weense jaren het tijdschrift van Lanz heeft gelezen (over de invloed van Lanz op Hitler verschillen de historici van mening). Motieven van de ariosofie zijn ook in het nationaalsocialisme terug te vinden. In hoeverre van een concrete invloed kan worden gesproken is ook hier een kwestie van interpretatie. 
Elementen van zijn dualistische leer zijn in ieder geval ook in het nationaalsocialisme terug te vinden.